# Andrzej Chryzostom Załuski
Andrzej Chryzostom Załuski, herbu Junosza, pseud.: Cierpiący, Ieden Kapłan, Ogłowski Andrzej, Iego Niegdy Przyjaciel X. B. Kijowski, (ur. 1650, zm. 1 maja 1711 w Dobrym Mieście) – kaznodzieja, tłumacz, kanclerz wielki koronny od 1703, biskup warmiński od 1699, biskup płocki od 1692,  biskup kijowski od 1683, prepozyt płockiej kapituły katedralnej w latach 1691–1692 i w 1709 roku, poseł nadzwyczajny Rzeczypospolitej w Królestwie Francji w 1674 roku, poseł Rzeczypospolitej w Królestwie Hiszpanii, kanclerz królowej Marii Kazimiery.

## Życiorys
Syn Aleksandra, wojewody rawskiego, i Katarzyny z Olszowskich, siostry prymasa Andrzeja Olszowskiego. Nauki świeckie pobierał m.in. w Wiedniu. Do stanu duchownego przygotowywał się w Louvain, Paryżu i Rzymie. Po otrzymaniu niższych święceń został kanonikiem krakowskim (1673). Był używany do poselstw dyplomatycznych w latach (1674–1675) do Hiszpanii i Portugalii. W 1674 został kapłanem. Nosił godności kanonika pułtuskiego i łęczyckiego, opata komendatoryjnego wąchockiego oraz prepozyta jarosławskiego. Na sejmie koronacyjnym w 1676 miał kazanie w obecności króla i stanów. Był kanclerzem królowej Marii Kazimiery. We wrześniu 1683 został biskupem kijowskim. 23 grudnia 1683, po zwycięstwie wiedeńskim Jana III Sobieskiego, witał króla uroczystą mową w katedrze krakowskiej. Zaufany stronnik Jana III Sobieskiego, przystąpił jednak w 1687 do konspiracji magnatów skierowanej przeciw niemu.
Od króla otrzymał prepozyturę płocką, a w październiku 1692 biskupstwo płockie. Jako biskup płocki został zapamiętany jako świętobliwy kapłan, odznaczający się niepospolitą nauką. W 1693 odbył synod diecezjalny; rozpoczął szereg wizytacji kanonicznych, w czasie których wielokrotnie wygłaszał kazania i nauki. W czasie wielkiego postu w 1696 wypowiedział szereg nauk w kolegiacie pułtuskiej. Po zerwanym sejmie konwokacyjnym 1696 roku przystąpił 28 września 1696 roku do konfederacji generalnej. 5 lipca 1697 roku podpisał w Warszawie obwieszczenie do poparcia wolnej elekcji, które zwoływało szlachtę na zjazd w obronie naruszonych praw Rzeczypospolitej. Uczestnik rokoszu łowickiego w 1697 roku. W 1698 odprawił kolejny synod w Pułtusku. Dla usprawnienia działalności administracyjnej i sądowej w rozległej diecezji 1 grudnia 1695 powołał do życia dodatkowy oficjałat z siedzibą w Łomży.
W 1699 kapituła warmińska wybrała Załuskiego na swojego biskupa. Załuski przyjął wybór, ale przejście do nowej diecezji wymagało przezwyciężenia wielu trudności. 18 stycznia 1701 roku ukoronował w Królewcu Fryderyka I na pierwszego króla Prus. W styczniu 1702 roku podpisał akt pacyfikacji Wielkiego Księstwa Litewskiego. W 1702 został kanclerzem wielkim koronnym. Był tajnym agentem króla pruskiego o pseudonimie Lamprecht, donosząc mu o poczynaniach Augusta II. Od 1705 uwięziony przez Augusta II za konszachty z Leszczyńskim, musiał tłumaczyć się ze swego postępowania w Rzymie.
Na Warmii nie mógł wiele zdziałać wskutek zamętu spowodowanego przez wojnę północną. Przemarsze wojsk oraz epidemia dżumy zdewastowały i wyludniły księstwo warmińskie. W stołecznym Lidzbarku Warmińskim, gdzie rezydował biskup, podczas dżumy zmarła jedna trzecia mieszkańców. Dla uproszenia miłosierdzia Bożego i oddalenia zarazy biskup polecił wybudować kaplicę Świętego Krzyża, którą konsekrował w dniu 30 września 1709 r. Przejęty znikomością tego świata zamierzał w ciszy klasztornej dokończyć życia. Zmarł 1 maja 1711 w Dobrym Mieście. Pochowany w kolegiacie Najświętszego Zbawiciela i Wszystkich Świętych w Dobrym Mieście. W kolegiacie dobromiejskiej znajduje się, wykonane z czarnego i białego marmuru, epitafium biskupa Andrzeja Chryzostoma Załuskiego. Epitafium swojemu stryjowi ufundował Andrzej Stanisław Załuski, biskup krakowski.
Jako senator brał udział w sejmach: 1685, 1688, 1688/1689, 1690, 1692/1693, 1696, 1697 (I), 1698, 1699. Był uczestnikiem Walnej Rady Warszawskiej 1710 roku.
Następca Załuskiego na biskupstwie płockim Ludwik Bartłomiej Załuski wystawił mu w pułtuskiej kolegiacie pomnik.

## Twórczość
Pozostawił po sobie bogatą spuściznę literacką i naukową, w tym zbiór dokumentów współczesnych w przekładzie łacińskim pt. Epistolae historico-famliares (1709–1711, 3 t., t. IV w 1761), poza tym Mowy na radach i sejmach... (1689), Mowy różne (1690), Kazania... (1697). Pełniejszą bibliografię jego twórczości podaje Estreicher XXXIV, 156-173.

### Ważniejsze utwory
- Mowy na radach i sejmach... różnymi czasy miane, Oliwa 1689; wyd. następne zmienione: Kalisz 1702; Kalisz 1718 (dostępna kopia cyfrowa); pt. Mowy sejmowe, Kalisz 1718; także Kalisz 1734; także Kalisz 1753
- Mowy różne, Warszawa 1690; wyd. następne: Kalisz 1730
- Kazania, które się na prędce zebrać mogły... roku 1696 w grudniu do druku podane, Warszawa (1697); wyd. następne zmienione: pt. Kazania różne, Kalisz 1702; pt. Kazania, które się na prędce zebrać mogły, brak miejsca wydania 1730; niektóre kazania przedr. J. Daneykowicz Ostrowski Swada polska i łacińska, t. 1-2, Lublin 1745–1747
- Series et acta praecipua ducum et regum Poloniae... quorum effigies ex originalibus... spectantur in Palatio Załusciano Varsaviensi, Warszawa? około roku 1700, (prawdopodobnie wstęp do katalogu sztychów galerii portretowej w pałacu Załuskiego)
- Epistolae historico-familiares, t. 1-3, Braniewo 1709–1711 (dostępna kopia cyfrowa t.1, cz. 1), t.1, cz. 2, t. 2, t. 3 ; t. 4, wyd. J.J. Załuski, Wrocław 1761
- Polnisches Legations-Recht, Frankfurt 1727; przekł. łaciński pt. Nova Polonica, Kolonia 1728, (autorstwo wątpliwe; Estreicher przypuszcza, że autor należał do obozu protestanckiego, nieżyczliwego Polsce; według relacji J.J. Załuskiego autor wykorzystał pisma A. Ch. Załuskiego).

### Przekłady
- L. F. Le Blanc La Vallière Refleksje o miłosierdziu Boskim... w Warszawie r. 1685 przetłumaczone, brak miejsca i roku wydania; wyd. następne: Kalisz 1730
- L. Granada Przewodnik grzeszników, Lublin 1687
- D.J. Stella Wzgarda próżności świata, Krakow 1690; wyd. następne: pt. Medytacje, Kalisz 1702; pt. Wzgarda..., Kalisz 1730; pt. Medytacje, Kalisz 1731; Warszawa 1731; Kalisz 1733
- J. Mansi Pamiątka pasterskiego affektu... w obrazie prawdziwego kapłana, Warszawa 1699 (tu także kilka mów samego Załuskiego); wyd. następne: Kalisz (1730)
- D. Bouhours Rozmyślania krótkie chrześcijańskie na każdy dzień miesiąca z francuskiego, Warszawa 1701; wyd. następne: Warszawa 1702; Warszawa 1707; Warszawa 1708; Sandomierz 1726; Wilno 1738; Sandomierz 1748; Lublin 1755; Warszawa 1775
- F. Nepveu Krótkie i pobożne na każdy dzień całego roku rozmyślania. Z francuskiego, Warszawa 1702
- Royaumont (N. Fontaine), L. I. Lemaistre de Sacy Historia Starego i Nowego Testamentu, tłum. 1703–1704, wyd. Braniewo 1708; wyd. następne: wyd. tytułowe, Braniewo 1709; Warszawa 1744; Warszawa 1755; Warszawa 1763; Warszawa 1766; Warszawa 1776; Warszawa 1780; Warszawa 1782; Warszawa 1789; Warszawa 1800; Warszawa 1836
- R.F. Rapin Pokazanie, jako powinien chrześcijanin myślić i pilno chodzić około zbawienia duszy swojej... Na wygnaniu w Królewcu roku 1704 przetłumaczone i do druku podane, Braniewo (1704)
- Refleksje nabożne nad męką i śmiercią Chrystusa Pana... Na wygnaniu w Królewcu roku 1705 przetłumaczone i do druku podane, Braniewo (1705)
- J.P. Pinamonti Ulga w krzyżach albo pobudki do cierpienia... na polski język przetłumaczone w Ankonie roku p. 1709, (Braniewo, brak roku wydania); wyd. następne: Sandomierz 1728; Sandomierz 1741; Wilno 1752; Wilno 1758.

### Listy
- Do nieznanego mieszkańca Heilsberga z 9 października 1709, wyd. G.B. U. i W. Skrzydylka Listy z czasów Jana III i Augusta II, Kraków 1870
- Do nuncjusza, do Jerzego Wilhelma księcia Brunszwickiego, do kardynała Karola Barberiniego, do prymasa Radziejowskiego; wyd. J. Daneykowicz Ostrowski Swada polska i łacińska, t. 1-2, Lublin 1745–1747.

Korespondencja A. Ch. Załuskiego znajduje się m.in. w: Ossolineum, Bibliotece Czartoryskich i Bibliotece Narodowej.